# Kościół śś. Piotra i Pawła w Lubiechowej
Kościół śś. Piotra i Pawła – rzymskokatolicki kościół filialny należący do parafii Wniebowzięcia Najświętszej Maryi Panny w Świerzawie dekanatu Świerzawa diecezji legnickiej.

## Architektura
Wzmiankowany w 1317, był wzniesiony już w 2. ćw. XIII w., przebudowany w pocz. XVI w. (wieża), restaurowany w 1677 i w XIX w., remontowany w 1951. Romański, orientowany, murowany z kamienia, jednonawowy z prostokątnym w rzucie prezbiterium, z wieżą od zachodu, nakryty dachami dwuspadowymi.
W elewacjach ostrołukowe portale z XIV i XV w., okna ostrołukowe lub półkoliste rozglifione, być może w XIX w. nadbudowano mury nawy i zakończono fryzem. 
Kościół otoczony jest kamiennym murem z bramą z XV w.

## Wyposażenie
We wnętrzu zachowały się m.in. zespół fresków w prezbiterium i nawie, najstarsze z XIV w., kamienne sakramentarium ścienne, lektorium, na które prowadzą kamienne schody w grubości muru, drewniany ołtarz z 1613 r., kamienna chrzcielnica z 1594 r. i drewnianą pokrywą z II poł. XVIII w., ołtarz boczny i drewniany prospekt organowy, obrazy olejne z XVII w. W murach kościoła zespół renesansowych całopostaciowych nagrobków z XVI–XVII w. przedstawiający członków rodu von Zedlitzów.